# Буробокий ягодоед
Буробокий ягодоед (лат. Carpornis cucullata) — вид птиц рода ягодоеды семейства котинговых. Подвидов не выделяют. Встречается в Бразилии. Буробокий ягодоед был классифицирован Международным союзом охраны природы (МСОП) как вид Вызывающие наименьшие опасения, поскольку его общая популяция, еще не оцененная, считается умеренно сокращающейся из-за потери среды обитания.